# Herbert Dorn (Fußballspieler)
Herbert Dorn (* 12. August 1920) ist ein ehemaliger deutscher Fußballspieler.

## Karriere
Dorn, aus dem norddeutschen Bad Oldesloe stammend und für den dort ansässigen VfL Oldesloe als Stürmer spielend, gelangte als Wehrdienstleistender der Wehrmacht ins Saarland. Dort schloss er sich dem FV Saarbrücken an, für den er in der Gauliga Westmark, in einer von zunächst 16, später auf 23 aufgestockten Gauligen zur Zeit des Nationalsozialismus als einheitlich höchste Spielklasse im Deutschen Reich ein Spiel bestritt. Am Saisonende gewann er mit der Mannschaft die Gaumeisterschaft mit einem Punkt Vorsprung auf den FC Metz. Aufgrund des Erfolges nahm er mit ihr an der Endrunde um die Deutsche Meisterschaft 1942/43 teil. In der Endrunde – die zu Beginn nach regionalen Gesichtspunkten wegen der Entfernungsproblematik angesetzt worden war – galt er neben Wilhelm Sold, Herbert Binkert und Johann Herberger als einer der Leistungsträger. In allen fünf Spielen, einschließlich des am 27. Juni 1943 in Berlin erreichten Finales, das gegen den Dresdner SC mit 0:3 verloren wurde, erzielte er drei Tore. Die Saison 1943/44, in der er nicht zum Einsatz kam, gewann nunmehr die KSG Saarbrücken, die erneut vor dem FC Metz, diesmal mit sieben Punkten Vorsprung, die Gaumeisterschaft gewann.
Nach dem Zweiten Weltkrieg reüssierte Herbert Dorn, der sich in Göttelborn niedergelassen hatte, eine Zeit lang weiterhin für den 1. FC Saarbrücken, wie der Verein sich nun nannte, so in der Oberliga Saar/Pfalz/Hessen. Dort bestritt er ein Punktspiel in der Saison 1945/46. Spätestens ab Jahresbeginn 1947 war Dorn jedoch wieder beim VfL Oldesloe, wo er als Ligaspieler und gleichzeitig Jugendtrainer wirkte.
Herbert Dorn spielte vom 8. Februar 1948 bis 29. April 1951 beim Ehrenliga-Club SV Merchweiler. In der Saison 1950/51 wurde er mit dem SV Merchweiler Vizemeister der Ehrenliga, nahm aber an den Aufstiegsspielen zur Oberliga nicht mehr teil.
Später war er im unterklassigen Bereich als Trainer tätig, nachdem er im Frühjahr 1952 seine Prüfung zum Fußballtrainer erfolgreich abgeschlossen hatte; mit der SpVgg Quierschied trat er in der Bezirksklasse an. Im Juli 1952 kehrte er zum 1. FC Saarbrücken zurück und bestritt in der Saison 1952/53 seine letzten drei Punktspiele in der seinerzeit höchsten Spielklasse.

## Erfolge
- Französischer Zonenmeister 1946 (in den beiden Endspielen nicht eingesetzt)[4]
- Zweiter der Deutschen Meisterschaft 1943
- Gaumeister Westmark 1943